# ولاية بوشر
بوشر؛ هي إحدى ولايات محافظة مسقط الست. وهي تعتبر العاصمة الحكومية لما فيها من الوزارات والهيئات الحكومية والسفارات.

## مناطقها
تضم ولاية بوشر عدة مدن منها الخوير والعذيبة والغبرة والأنصب وغلا وبوشر البلاد. كلا من العذيبة والغبرة هما المدينتين الساحليتين لولاية بوشر. تتوسط ولاية بوشر كلاً من ولايتي مطرح والسيب.

## معالمها التاريخية
تضم ولاية بوشر عددا من المعالم التاريخية. نذكر منها البيت الكبير أو بيت السيدة ثريا، وحصن وقلعة «الفتح»، وأبراج الحمام، صنب، حارة العوراء، وبرج ورولة وسبة فلج الشام، وسور السيد برغش، وبومتي النصب، والحمام، والحجرة القديمة، وسوق بوشر القديم، ومقصورة الخب.
وعلى رأس المساجد القديمة، يأتي مسجد «النجار» في بلدة بوشر بن عمران، والذي بني في القرن الثالث عشر الهجري، وكذلك مسجد العوينة بنفس البلدة، وجامع صنب ومسجد النصب.

## معالم حديثة
من المعالم الحديثة في ولاية بوشر مجمع السلطان قابوس الرياضي والمستشفى السلطاني ومجمع الوزارات وحي السفارات وبها أيضا عدد لا بأس فيه من المجمعات التجارية مثل الافنيوز و جراند مول , وبانوراما مول والقرم سيتي سنتر وبالم مول والعديد من وجهات التسوق ومن المساجد الشهيرة بها جامع السلطان قابوس ببوشر وجامع السلطان سعيد بن تيمور وجامع محمد الأمين وجامع الزواوي وعدد كبير من المساجد.